# Az istenek a fejükre estek
Az istenek a fejükre estek (angolul: The Gods Must Be Crazy) 1980-as dél-afrikai/botswanai vígjáték, Jamie Uys rendezésében. Ez Az istenek a fejükre estek filmsorozat első része.

## Cselekmény
A film egy busmanról szól, aki a hordájával él a Kalahári sivatagban. Egyszer egy Coca-Colás üveg landol a sivatagban. A kis közösség azt hiszi, hogy az üveg az istenek ajándéka, és elkezdik használni. Igen ám, de az üveg konfliktust szül a csoporton belül. A busmannak tehát meg kell szabadulnia az üvegtől.

## Megjelenés, fogadtatás
A filmet 1980. szeptember 10.-én mutatták be Dél-Afrikában. 5 millió dollárból készült, és 1.8 millió dél-afrikai dolláros bevételt (kb. 200 millió amerikai dollárt) hozott a pénztáraknál.
A Rotten Tomatoes oldalán 85%-ot ért el a film, és 7.4 pontot szerzett a 10-ből. A Metacriticen 100-ból 73 pontot ért el. A PORT.hu oldalon 8.8 pontot ért el, 239 szavazat alapján. Roger Ebert filmkritikus szerint "egyszerű lehet sivatagban játszódó vígjátékot készíteni, viszont annál nehezebb a természet és az emberi természet közötti kapcsolatot viccesen ábrázolni. Ez a film egy kis kincs." A Variety szerint a film előnyei a "különleges tájak szépséges, széles képernyős ábrázolása, és a narráció oktató értéke. A The New York Times kritikusa, Vincent Canby szerint "a film nézése közben az ember arra gyanakodhat, hogy nem is volt olyan, hogy apartheid vagy egyáltalán Dél-Afrika".
A film kultikus alkotássá vált. Ennek ellenére a maga idejében kritikákat kapott, a törzsi sztereotípiák ábrázolása miatt, illetve azért, mert figyelmen kívül hagyta az apartheidet és a diszkriminációt. Az Amerikai Egyesült Államokban apartheid ellenes csoportok tüntettek a film ellen.
1989-ben folytatás készült a filmből, azonban ez az egyetlen hivatalos folytatás. Később több hasonló film is készült, melyeket sokan Az istenek a fejükre estek folytatásának tartanak.

## Kapcsolódó szócikk
- Mindennapi élet a Kalahári sivatagban